# Beresteciko, Demîdivka
Beresteciko (în ucraineană Берестечко) este localitatea de reședință a comunei Beresteciko din raionul Demîdivka, regiunea Rivne, Ucraina.

## Demografie
Componența lingvistică a localității Beresteciko
     Ucraineană (98,92%)
     Alte limbi (1,08%)
Conform recensământului din 2001, majoritatea populației localității Beresteciko era vorbitoare de ucraineană (98,92%), existând în minoritate și vorbitori de alte limbi.